# Bernhard Zauner
Pour les articles homonymes, voir Zauner.
Bernhard Zauner est un sauteur à ski autrichien né le 9 janvier 1965.

## Championnats du Monde Junior
- Championnats du monde junior de saut à ski 1982 à Murau  Autriche:
  -  Médaille de bronze.